# Malte Persson (fotbollsspelare)
Malte Erik Persson, född 15 januari 2000, är en svensk fotbollsspelare som spelar för IK Brage.

## Karriär
Persson började spela fotboll i IFK Berga. Han spelade även som ung i Kalmar FF innan han blev uppflyttad till A-laget som 19-åring. Persson blev sedan utlånad till Ettan-klubben Oskarshamns AIK. I december 2020 lånades han ut ännu en gång till Oskarshamns AIK.
Den 10 januari 2022 värvades Persson av IK Brage, där han skrev på ett tvåårskontrakt. Den 30 april 2022 debuterade Persson i Superettan i en oavgjord 2-2-match mot Trelleborgs FF, där han blev inbytt i den 92:e minuten mot Joakim Persson. I januari 2025 förlängde Persson sitt kontrakt i klubben med ett år.

## Landslagskarriär
Persson har representerat Sveriges ungdomslandslag på U17- och U19-nivå.